# Dave Mason
David Thomas "Dave" Mason  (10 de maio de 1946) é um cantor, compositor e músico britânico que alcançou sucesso como integrante da banda Traffic. Em sua longa carreira, Mason tocou e gravou com os músicos mais notáveis de sua geração, como Jimi Hendrix, Rolling Stones, Eric Clapton, George Harrison, Fleetwood Mac e Cass Elliot.
Sua composição mais conhecida é "Feelin' Alright", gravada pelo Traffic em 1968 e regravada por diversos outros artistas, incluindo Joe Cocker, que obteve enorme êxito com sua versão em 1969.

## Discografia

### Álbuns de estúdio
- 1970 Alone Together
- 1971 Dave Mason & Cass Elliot
- 1972 Headkeeper
- 1973 It's Like You Never Left
- 1974 Dave Mason
- 1975 Split Coconut
- 1977 Let It Flow
- 1978 Mariposa De Oro
- 1980 Old Crest on a New Wave
- 1987 Two Hearts
- 1987 Some Assembly Required
- 2008 26 Letters - 12 Notes

### Álbuns ao vivo
- 1973 Dave Mason is Alive!
- 1976 Certified Live
- 1999 Live: 40,000 Headmen Tour (com Jim Capaldi)
- 2002 Live At Perkins Palace (gravado em 1981)
- 2002 Dave Mason: Live at Sunrise
- 2007 XM Live (lançado no site de  Mason em 2005 e para o público em geral em 2007)

### Coletâneas
- 1972 Scrapbook
- 1974 The Best Of Dave Mason
- 1978 The Very Best of Dave Mason
- 1981 The Best of Dave Mason

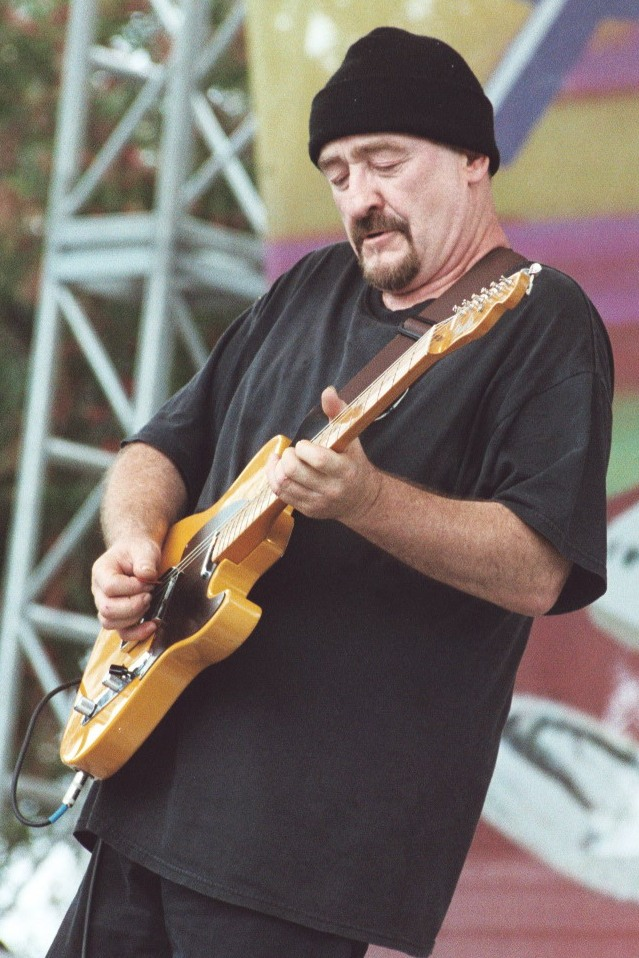
Mason em 2003

- 1995 Long Lost Friend: The Very Best of Dave Mason
- 1999 Ultimate Collection
- 2006 The Definitive Collection

### Singles
- 1968 "Little Woman"
- 1970 "Only You Know and I Know"
- 1970 "Satin Red and Black Velvet Woman"
- 1972 "To Be Free"
- 1977 "So High (Rock Me Baby and Roll Me Away)"
- 1977 "We Just Disagree"
- 1978 "Mystic Traveller"
- 1978 "Don't It Make You Wonder"
- 1978 "Let It Go, Let It Flow"
- 1978 "Will You Still Love Me Tomorrow?"
- 1980 "Save Me" (com Michael Jackson)
- 1988 "Dreams I Dream" (dueto com Phoebe Snow)